# فيليب هامل
فيليب هامل هو طبيب أسنان وسياسي كندي، ولد في 12 أكتوبر 1884 في مدينة كيبك في كندا، وتوفي بنفس المكان في 22 يناير 1954. نشط حزبياً في Action libérale nationale ‏. وقد انتخب عضو الجمعية الوطنية في كيبك ‏.